# Borscsovocsnij-hegység
A Borscsovocsnij-hegység (oroszul: Борщовочный хребет) hegység Oroszországban, a Bajkálontúl legalacsonyabb, keleti részén. Közigazgatásilag a Bajkálontúli határterülethez tartozik.

## Elhelyezkedése
A Silka folyó jobb oldali, dél-délkeleti partja mentén fekszik. Délnyugat–északkeleti irányú keskeny (30–35 km) sávban, 450 km hosszan nyúlik el. Délnyugaton a Silka kezdetétől (az Onon és az Ingoda egyesülésétől) északkeleten a folyó torkolatáig terjed.
A Kelet-Bajkálontúl viszonylag alacsony középhegységei közül a Borscsovocsnij emelkedik a legmagasabbra (Nacsinszkij Golec, 1498 m). A hegység gerincének egy részén fut a vízválasztó a Silka és az Arguny folyórendszere között.
Az alacsonyabban fekvő lejtőket sztyepnövényzet, a magasabb hegyoldalakat főként vörösfenyőből álló tajga borítja. A tajgát följebb törpe fenyő és többféle cserje váltja fel. 
A hegység déli lábánál fekvő Balej városa sokáig a vidék aranybányászatának központja volt.